# Революція в Єгипті (2011)
Револю́ція в Єги́пті 2011 (араб. الثورة المصرية سنة 2011‎ al-Thawrah al-Miṣriyyah sanat 2011) — серія вуличних демонстрацій у Єгипті в січні—лютому 2011 року, що призвели зокрема до відставки президента країни Хосні Мубарака (саме це було головною вимогою демонстрантів упродовж двох з половиною тижнів протестів). Вимогу про відставку президента, що обіймав найвищу державну посаду упродовж 30 років, спричинили незадоволення людей рівнем безробіття та мінімальної заробітної платні, нестача житла, зростання цін на продукти, відсутність свободи слова, низький рівень життя та структурно-демографічні фактори. На думку деяких аналітиків, організаторів протесту надихнув успіх туніської революції середини січня 2011, коли під тиском масових заворушень пішов у відставку багаторічний президент країни бен Алі.

## Хронологія

### Самоспалення
Після відставки президента Тунісу бен Алі арабськими країнами прокотилася хвиля самоспалень на зразок того, що вчинив у Тунісі Мухаммед Буазізі, що власне й стало поштовхом до протестів у країні. Відомо про чотири такі самоспалення в Єгипті.
| № | Ім'я                      | Місто       | Дата самоспалення | Стан                |
| - | ------------------------- | ----------- | ----------------- | ------------------- |
| 1 | Abdou Abdel-Moneim Jaafar | Ель-Канатір | 17 січня 2011     |                     |
| 2 | Mohammed Farouk Hassan    | Каїр        | 18 січня 2011     |                     |
| 3 | Ahmed Hashim El-Sayyid    | Александрія | 18 січня 2011     | Помер 18 січня 2011 |
| 4 | Mohammed Ashour Sorour    | Каїр        | 18 січня 2011     |                     |

### 25 січня День гніву

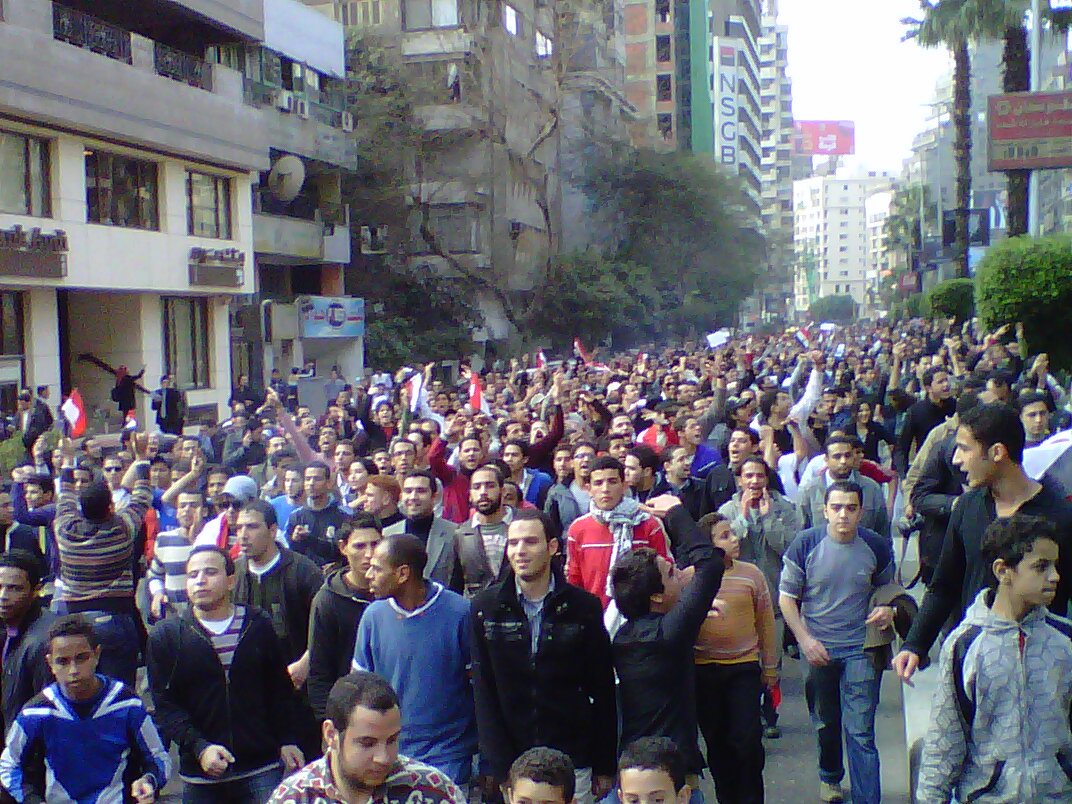
Марш протесту 25 січня

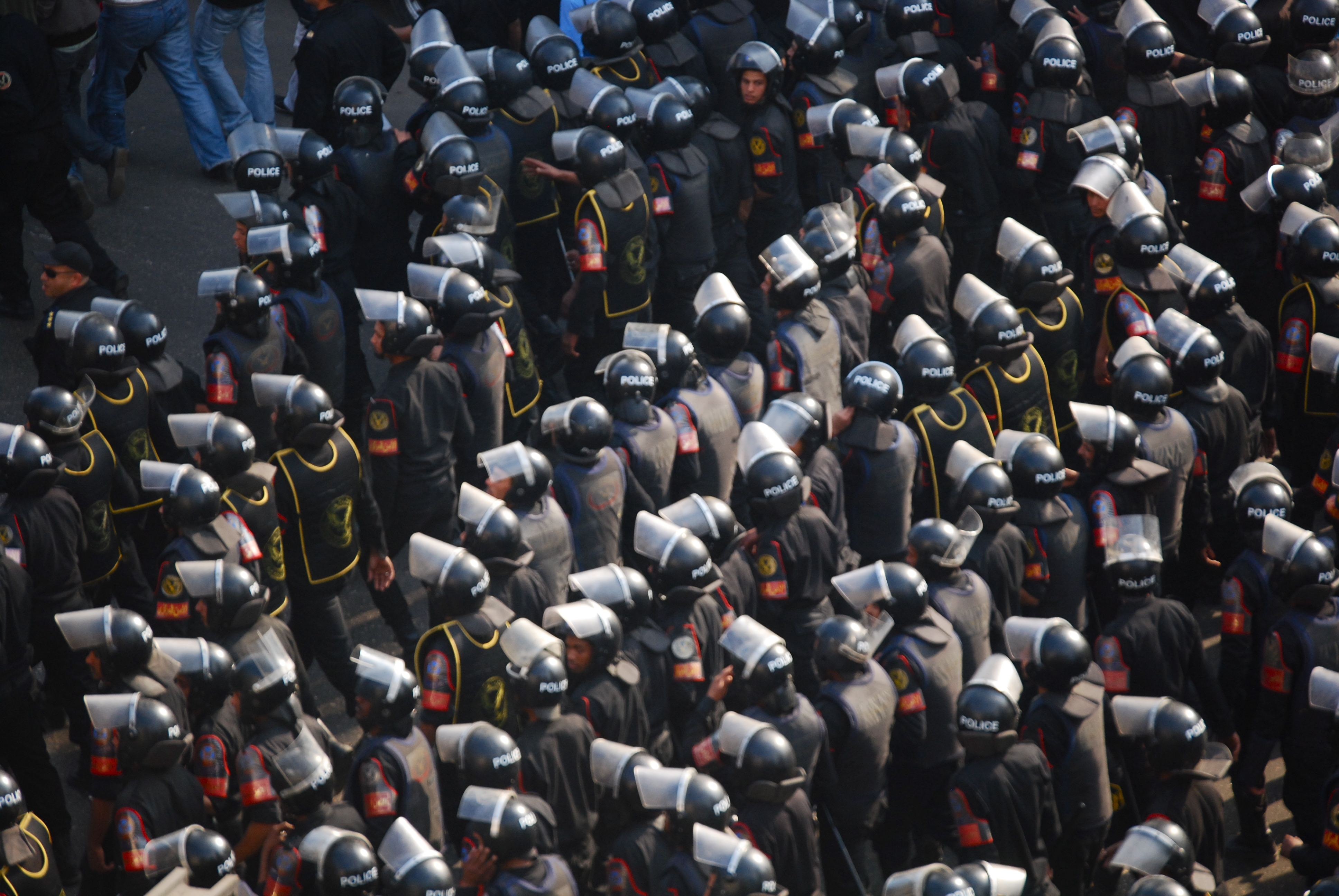
Загони спецпризначення

Масові протести почалися в середу 25 січня пополудні. На естакадах щезли автівки, їх перекрили. Вийшли сотні людей, а згодом i тисячі. Гнів народу вилився на вулиці. Цей день отримав назву «День гніву» (араб. يوم الغضب, англ. Day of Anger). Демонстранти вийшли на вулиці Каїра з вимогою поліпшення економічної ситуації та збільшення політичних свобод. Масові зворушення були стихійними, демонстранти кидали в поліцію каміння та димові шашки, ламали загородження i відтягували їх у різні сторони, перекинули поліцейську будку. Згодом закидали камінням та розбили поліцейську вантажівку. Поліцейські почали стріляти гумовими кулями та застосовували гумові палиці. Один співробітник поліції отримав поранення в голову від кинутого каменя, пізніше він помер. Ще двоє демонстрантів загинули в місті Суеці на північному сході Єгипту. За даними неназваного представника МВС, один з них отруївся сльозогінним газом, який поліція застосовувала, аби розігнати демонстрантів. Другий помер від поранення каменем. Загалом загинуло троє протестувальників.

### 26 січня
26 січня влада Єгипту заборонила вуличні акції протесту і попередила, що учасників таких мітингів будуть суворо карати. Також було заблоковано доступ до сервісу мікроблоґів Twitter, який протестувальники використовували для координації своїх дій.
Втім протести продовжилися. В середу 26 січня тисячі протестувальників зібралися біля Палацу Правосуддя в Каїрі, а ввечері влаштували ходу однією з набережних Нілу. Їм протистояли загони спецпризначення, що намагалися стримувати маніфестантів. За офіційними даними, загинуло двоє осіб (поліціянт та протестувальник), 860 людей було заарештовано. В Суеці протестувальники спалили кілька будівель, зокрема відділок поліції.

### 27 січня
Найбільше опозиційне об'єднання Єгипту «Мусульманське братство», що спершу формально не підтримало виступи проти режиму, оголосило про підтримку протестів. Опозиційний лідер Мухаммед аль-Барадаї заявив, що готовий узяти на себе повноваження виконувача обов'язків президента, якщо Хосні Мубарак залишить Єгипет.

### 28 січня— П'ятниця гніву

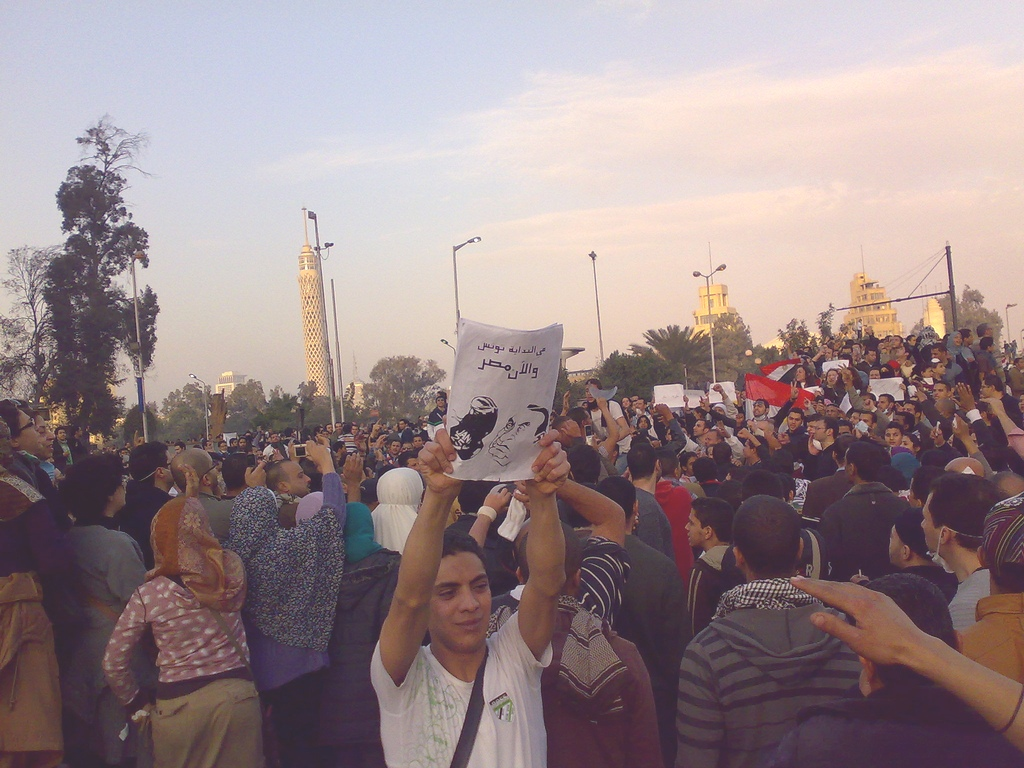
Протести в Каїрі 28 січня

У зв'язку з очікуваними новими протестами після вечірньої п'ятничної молитви сили безпеки Єгипту було приведено в стан підвищеної готовності. В країні повністю відключили інтернет і перестав працювати мобільний зв'язок. Близько полудня було повністю блоковано центральну площу Каїра, а також заборонено проведення молитви у найближчій мечеті.
Згодом почалися нові сутички демонстрантів з поліцією, в яких, за різними даними, взяли участь від декількох сотень до декількох тисяч осіб. Поліція пустила в хід проти демонстрантів ґумові кийки, сльозогінний газ, водомети і ґумові кулі. Демонстранти розхитали та закидали камінням пожежну машину с решітками, яку поліція притягла для розгону демонстрантів водометом. Кидали каміння та димові шашки у поліцейських з щитами. Також ще дісталось двом поліцейським фургонам. Скандували гасла проти корупції та вимоги відставки президента. Сутички з поліцією почалися також в Александрії, де кілька тисяч людей взяли участь у протестах після п'ятничної молитви. Поліція затримала лідера опозиції Мухаммеда аль-Барадеї, його було взято під домашній арешт. Увечері до Каїру було введено війська, що демонстранти зустріли з радістю, вбачаючи в солдатах захист від поліцейських. Раніше саме так сталося в Тунісі, де військові стали на бік учасників демонстрацій, які домоглися в результаті зміни авторитарного режиму.
Президент Мубарак запровадив комендантську годину з 18:00 до 07:00 в Каїрі, Александрії та Суеці, втім попри це на вулицях залишалися люди, по дорогах їздили автомобілі.
У центрі Александрії демонстранти підпалили будівлю адміністрації та пробилися на територію однієї з поліцейських дільниць, зруйнувавши огорожу. Лунали вибухи, за деякими даними, підірвалися цистерни з газом. На вулицях Каїра також продовжувалися зіткнення протестувальників із силами безпеки. Демонстранти підпалили штаб-квартиру правлячої Національно-демократичної партії, а також дві поліцейські дільниці. Група учасників масових безладів намагалася взяти штурмом міністерство закордонних справ Єгипту; було вчинено напади на офіс телевізійної компанії та готель у центрі Каїра. На одному з мостів у єгипетській столиці було спалено бронетранспортер. З будівлі МВС снайпери відкрили вогонь по демонстрантах, що намагалися прорватися до міністерства. Як відомо, серед них є загиблі.
ЗМІ з посиланням на медиків повідомляли, що в п'ятничних заворушеннях загинули щонайменше 18 людей (з них п'ятеро в Каїрі та 13 у Суеці), поранення отримали понад 1,1 тисячі осіб.
Пізно ввечері президент Хосні Мубарак оголосив вимогу щодо відставки уряду.

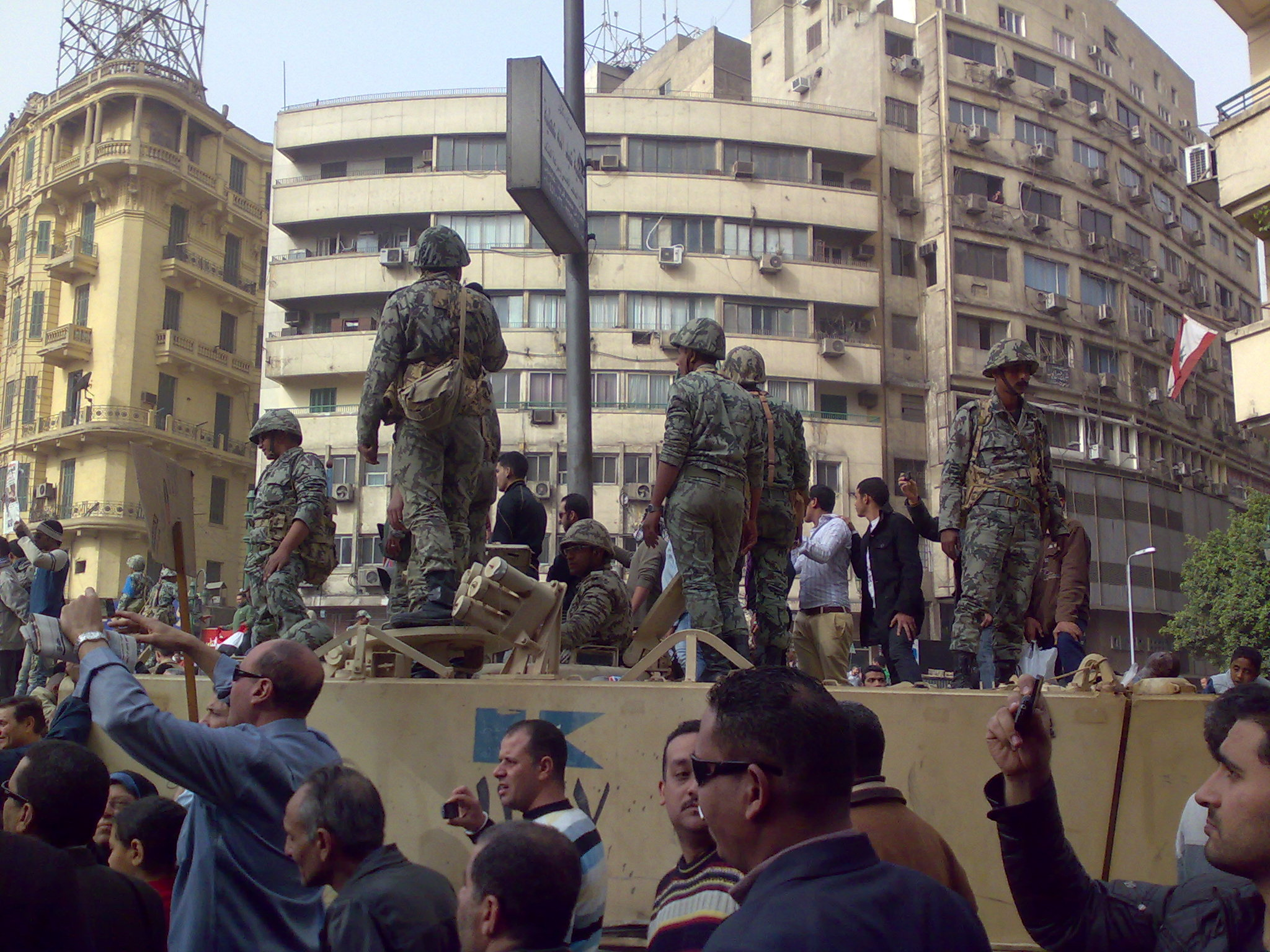
Військові на площі Тахрір, 29 січня

Вночі в Каїрі почали діяти мародери. Зокрема мародери увірвалися в будівлю національного музею в Каїрі і повністю зруйнували 2 мумії фараонів, про що повідомив керівник відділу старожитностей Захі Хавасс, На вулиці Ліги арабських держав (одній з центральних вулиць міста) не залишилося жодної поліцейської дільниці — всіх їх було спалено. Поліцейські патрулі також покинули цей район. Місцеві ЗМІ повідомили, що поліція практично повністю покинула місто. Водночас ключові позиції займали підрозділи армії. За повідомленням єгипетського телебачення, основні частини армії просувалися до центру міста і брали під свій контроль будівлі Кабінету міністрів, парламенту, а також посольств низки країн, в першу чергу, Великої Британії та США. Також Єгипетська армія взяла під контроль площу Тахрір, де перебували тисячі протестувальників. Незабаром після півночі понад 20 армійських автомобілів з'явилися на площу, витіснивши демонстрантів на прилеглі вулиці.

У той же час глава парламенту Єгипту Фатхі Сурур пообіцяв, що найближчим часом буде вжито рішучих кроків із боку держави.

### 29 січня

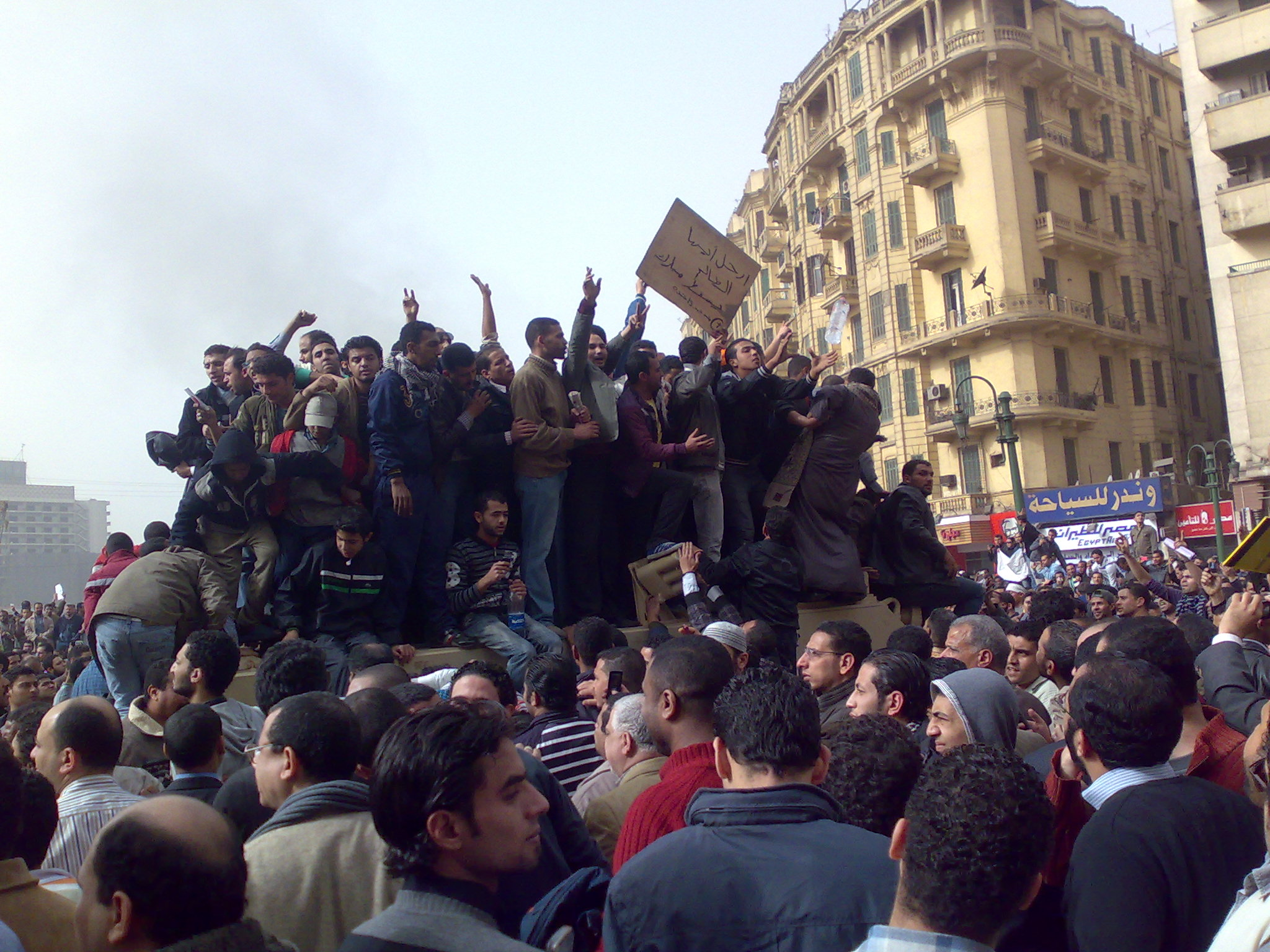
Протестувальники, ймовірно, на бронетранспортері на площі Тахрір, 29 січня

- Протести продовжилися. Кілька сотень людей вийшли в суботу в центр Каїра з вимогою відставки президента.[22] В місті відновили мобільний зв'язок.[23]
- Уряд, провівши останнє засідання, ухвалив рішення про відставку.[24] Дію комендантської години в Каїрі, Александрії та Суеці було продовжено, при цьому її розширили на три години (з 16:00 до 08:00).[25]
- Єгипетські військові закрили доступ для туристів до пірамід.[26]
- Тисячі ув'язнених втекли із в'язниць в Александрії, Асуані, Даманхурі, Ваді-Натруні. З метою безпеки армія тимчасово закрила автомобільну трасу Каїр — Александрія. В Каїрі при спробі втечі з в'язниці загинули вісім ув'язнених — поліція відкрила по них вогонь на ураження. Раніше демонстранти намагалися взяти штурмом іншу в'язницю, аби звільнити ув'язнених, однак цей напад правоохоронці відбили.[18]

### 30 січня
- Влада Єгипту закрила місцеву редакцію телеканалу Аль-Джазіри, що докладно висвітлював протести в країні.[27]
- Хосні Мубарак призначив прем'єр-міністром Ахмада Шафіка.[28]
- Було затримано 3 тисячі в'язнів-утікачів. Натомість у місті Ваді-ель-Натруні з в'язниці втекли 34 члени забороненого в Єгипті угруповання Брати-мусульмани.[29]
- В Каїрі військові почали стріляти на ураження по мародерах.[30]
- Станом на цей день загинуло щонайменше 150 осіб, 4 тис. поранено.

### 31 січня

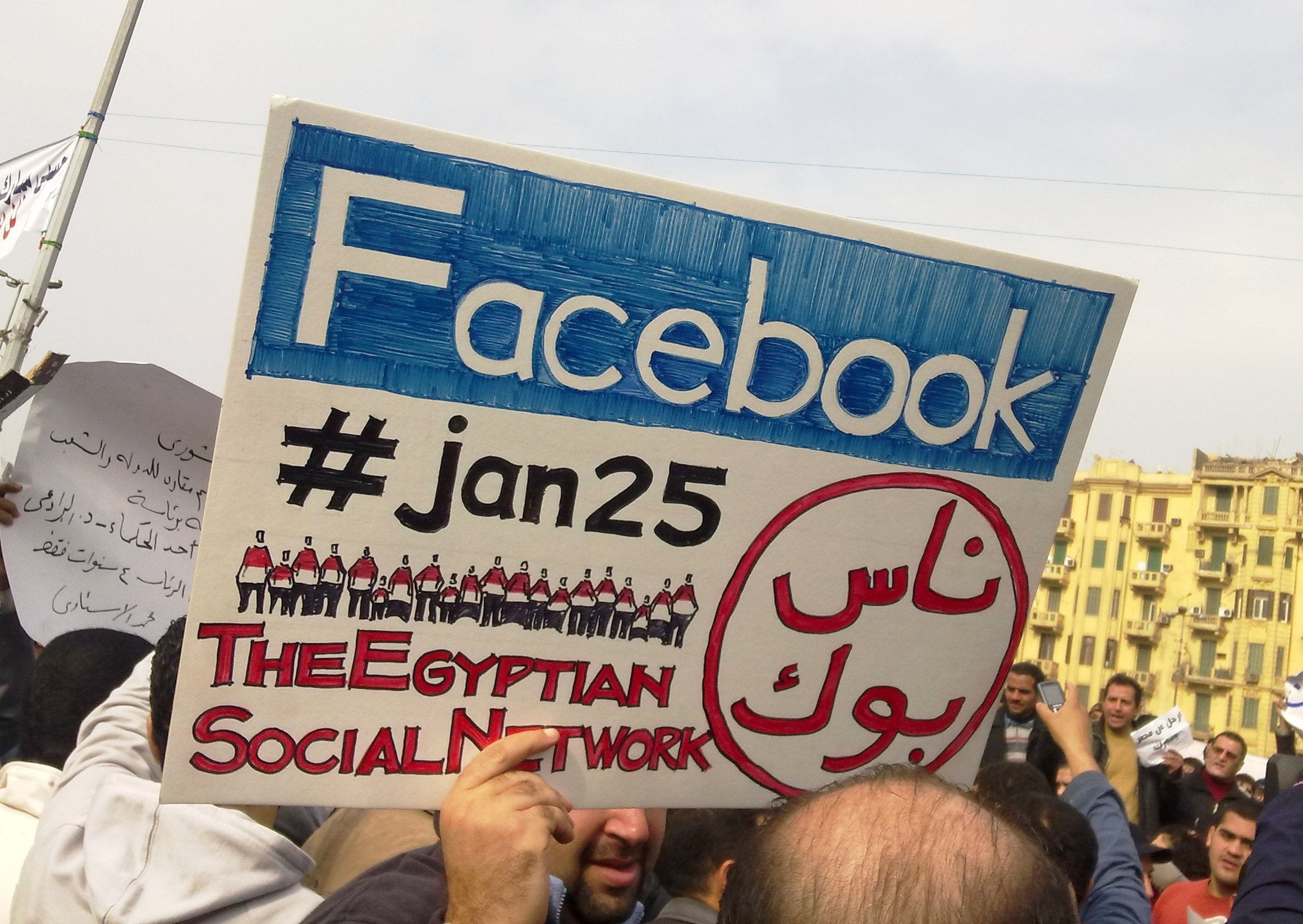
Організатори акцій протесту узгоджували свої дії через соціальні мережі такі як Facebook

- Почалася масова евакуація іноземців з Єгипту, в основному чартерними авіарейсами. Літаки в Каїр надіслали США, Китай, Японія, Австралія, Туреччина, Нова Зеландія, Росія. Україна попередньо рекомендувала своїм громадянам утриматися від поїздок до Єгипту, а також повідомила, що звернень українських туристів до Посольства України в Єгипті та МЗС України щодо можливого дострокового повернення додому не зафіксовано.[31] Втім до кінця дня ситуація дещо змінилася, впродовж понеділка у посольство України в Єгипті звернулося близько 50 громадян України, які висловили бажання повернутися на батьківщину.[32] За даними МЗС України, в часі протестів в Єгипті перебуває 6,5 тис. українських туристів.[33]
- На площу Тахрір вийшли тисячі протестувальників, які мають намір добитися відставки президента Мубарака.[34] Армія заявила, що вважає вимоги демонстрантів законними, і пообіцяла не використовувати силу проти них.[35]
- За деякими даними, в Єгипті сформовано новий уряд з істотними перестановками кадрів.[36]
- Уряд Єгипту тимчасово відмінив рух усіх пасажирських поїздів у країні. Одночасно з цим національний авіаперевізник EgyptAir оголосив, що на час дії комендантської години (з 15:00 до 08:00) літаки літати не будуть. Скасовано як внутрішні, так і міжнародні рейси. Оголошення про обмеження пересувань людей по країні було поширене після того, як учасники масових мітингів оголосили про намір провести 1 лютого у Каїрі Марш мільйону.[37]
- Корпорація Google надала жителям Єгипту обхідний доступ до популярної соціальної мережі Twitter. За даними фахівців Google, для виходу на Twitter достатньо надіслати голосове повідомлення по одному з трьох міжнародних номерів (у США, Італії або Бахрейні). Це послання буде автоматично перенаправлено у вигляді запису на сторінку програми Speak2Tweet з ключовим словом # egypt. Наявність підключеного інтернету для нового сервісу не потрібне. Про вартість користування його послугами не повідомлено.[38]
- В країні проблеми з продовольством, зокрема з рисом, макаронами, консервами. Різко зріс попит на хліб.[39]

### 1 лютого— Марш мільйона

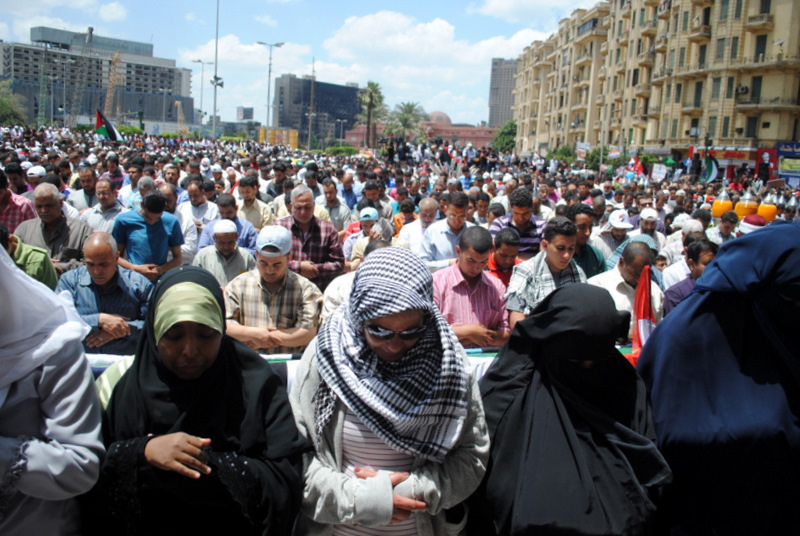
Мусульманська молитва на майдані Тахрір 1 лютого

- Україна евакуювала з Єгипту 127 осіб, в основному працівників посольства.[40] Те саме почали робити США.[41] Своїх громадян евакуюють Греція та Велика Британія.[42]
- В центрі Каїра зібралося близько 100 тис. осіб. Влада всіма способами намагається мінімізувати кількість демонстрантів, зокрема зупинено транспортне сполучення (всі автотраси перекриті, громадський транспорт не працює). Крім того, країною другу добу не ходять потяги, перервано міжміське автобусне сполучення. Представники опозиційних сил заявили, що підуть на переговори з владою тільки після відходу Хосні Мубарака з поста президента країни, передає Reuters.[43] Згодом надійшли повідомлення про більш як 200 тис. протестувальників.[44] Натомість телеканал Аль-Джазіра повідомив, що кількість людей на площі Тахрір перевищила 1 млн.[45]
- В Александрії поліція покинула вулиці міста, протестувальники зібралися на головній площі міста.[46]
- Глава Відомства ООН з прав людини Наві Піллей повідомила, що, за деякими даними, за тиждень масових заворушень у Єгипті загинули близько 300 осіб, понад три тисячі було поранено.[43]
- За даними МЗС Єгипту, за час акцій протесту з тюрем країни втекло майже 20 тисяч ув'язнених.[47]
- Представник віце-президента Єгипту Омара Сулеймана обговорив з лідерами демонстрантів на каїрській площі Тахрір вимоги демонстрантів і найближчі дії єгипетського керівництва з виведення країни з кризи, повідомив у вівторок супутниковий телеканал Аль-Арабія.[48]
- В ніч на середу 2 лютого президент Хосні Мубарак у зверненні по Національному телебаченню пообіцяв до кінця терміну свого правління (вересень 2011 року) провести докорінні політичні реформи, на яких наполягали демонстранти та опозиція. Йдеться про 76-у і 77-у статті Конституції Єгипту, що стосуються правил висування кандидатів у президенти і кількості термінів президентського правління. Також він заявив, що точно не буде висувати свою кандидатуру на новий, шостий за рахунком президентський термін на майбутніх у вересні цього року президентських виборах.[49]

### 2 лютого
- ЮНЕСКО закликала захистити культурну спадщину Єгипту, зокрема сім об'єктів, внесених до Списку всесвітньої спадщини. У першу чергу фахівці закликали вберегти від пошкоджень 120 тисяч експонатів Каїрського музею. Раніше після нападу мародерів на музей його взяли під охорону групи учасників протесту з відібраними у поліції кийками, організувавши живий ланцюг навколо музею. Згодом туди прибули чотири броньовані автомобілі з військовими.[50] Пополудні 2 лютого невідомі закидали пляшками із запальною сумішшю сад довкола музею і одне крило будівлі. Втім будівля музею не постраждала, пожежа виникла в саду довкола нього.[51] Загалом під час акцій протесту було пошкоджено 70 експонатів музею, жоден із артефактів не вкрали.[52]
- Обидві палати парламенту Єгипту припинили роботу до завершення розгляду всіх протестів на результати виборів у Народні збори (нижня палата). Коаліція опозиційних сил закликала громадян країни продовжити демонстрації на центральній площі Каїру, оголосивши, що наступну масову акцію протесту заплановано на п'ятницю, 4 лютого. Лідери опозиції також заявили, що підуть на переговори з віце-президентом Омаром Сулейманом тільки після відставки Хосні Мубарака.[53]
- У телевізійному зверненні по державному телеканалу єгипетські військові закликали протестувальників повернутися до нормального життя і розійтися по домівках.[54]

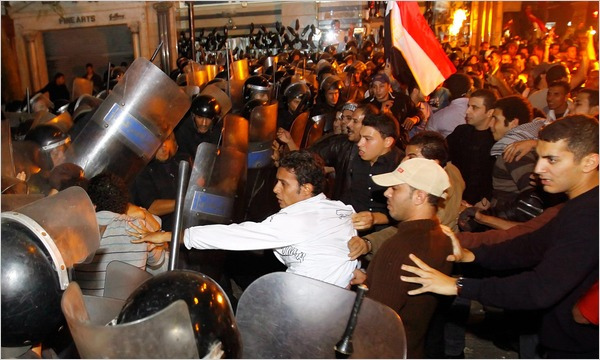
2 лютого 2011

- Тисячі прихильників Хосні Мубарака вступили в зіткнення з демонстрантами на площі Тахрір. Вони почали розбирати барикади, споруджені опозиціонерами. Прорвавшись до демонстрантів, вони почали відбирати в них антиурядові плакати, що спровокувало бійки.[55] У прямому ефірі телеканал Аль-Джазіра показав, як протестувальникам вдалося зловити атакувальників та знайти у них посвідчення структур безпеки. В той же час, як повідомило Reuters, міністерство внутрішніх справ Єгипту спростувало звинувачення опозиції, що переодягнуті поліціянти брали участь у бійках в центрі Каїра.[56] Згодом міністр охорони здоров'я Єгипту Ахмед Фарід повідомив, що під час сутичок на площі Тахрір поранено 403 людини, одна людина загинула.[57] Пізніше він додав, що більшість постраждалих були уражені камінням, кинутим під час зіткнень між противниками і прибічниками Мубарака, а постраждалих з кульовими пораненнями не надходило.[58] Ввечері т/к Аль-Джазіра повідомив про тисячу постраждалих.[59]
- Керівництво американського телеканалу Link TV схвалило надання катарському телеканалу Аль-Джазіра 12 годин ефірного часу щодня, оскільки кореспонденти саме цієї катарської телекомпанії найбільш відкрито і детально висвітлюють всі події, що відбуваються в останні дні в Єгипті.[60]

### 3 лютого
- Рано вранці невідомі застрелили на площі Тахрір у Каїрі трьох демонстрантів-супротивників правлячого режиму. За словами Мустафи аль-Наггара (одного з організаторів протесту), вогонь з автоматичної зброї вели по площі щонайменше з трьох точок. Військові не втручалися в те, що відбувається.[61][62]
- Єгипет відмовив представництву Європейської комісії в Каїрі в проханні скерувати сили спеціального призначення з країн Європи для охорони дипломатичних місій у Каїрі. МЗС заявило, що прохання «порушує суверенітет Єгипту, тоді як країна проходить через складний етап».[63]
- У центрі Каїра відновилися зіткнення прихильників і противників режиму президента Хосні Мубарака. Ближче до вечора антиурядові демонстранти відбили напад прихильників президента Хосні Мубарака, витіснивши їх із деяких вулиць навколо головної площі Каїра, майдану Тахрір. З обох боків летіло каміння. Чути було стрілянину. Армія намагалася розборонити дві сторони конфлікту.[64]
- Віце-президент Єгипту Омар Сулейман і прем'єр-міністр країни Ахмад Шафік розпочали переговори з представниками різних єгипетських політичних сил з пошуку шляхів виходу з кризи. Зустріч відбувалася в будівлі уряду Єгипту. За різними даними, частина опозиційних рухів, представлених серед демонстрантів на площі Тахрір у центрі столиці Єгипту, погодилася вести попередній діалог з владою. Водночас, найбільш категоричний противник президента Хосні Мубарака колишній глава МАГАТЕ Мухаммед аль-Барадаї вже заявив про свою категоричну відмову від будь-якого діалогу до відставки чинного глави держави.[65]
- Прем'єр-міністр Єгипту Ахмед Шафік попросив вибачення за насильство і безлади, які охопили країну останніми днями. Глава уряду назвав події в Єгипті катастрофою. «Як держчиновник і представник держави, що має захищати своїх синів, я вважав за необхідне вибачитися і сказати, що це більше не повториться», — сказав Шафік. Він пообіцяв провести розслідування і з'ясувати, чи були заворушення сплановані, чи спонтанні. Прем'єр зазначив, що десятиденні акції протесту, які переросли у сутички, дорого обходяться економіці країни.[66]
- Один із лідерів забороненого в Єгипті ісламістського руху Брати-мусульмани аль-Бельтагі заявив, що організація не буде висувати свого кандидата для участі у вересневих президентських виборах.[67]
- Міністерство надзвичайних ситуацій України виступало за тимчасову заборону туристичних поїздок до Єгипту для громадян України.[68]
- Хосні Мубарак заявив, що не може піти у відставку саме тепер, оскільки це спричинить ще більший хаос у країні.[69]

### 4 лютого— П'ятниця відставки

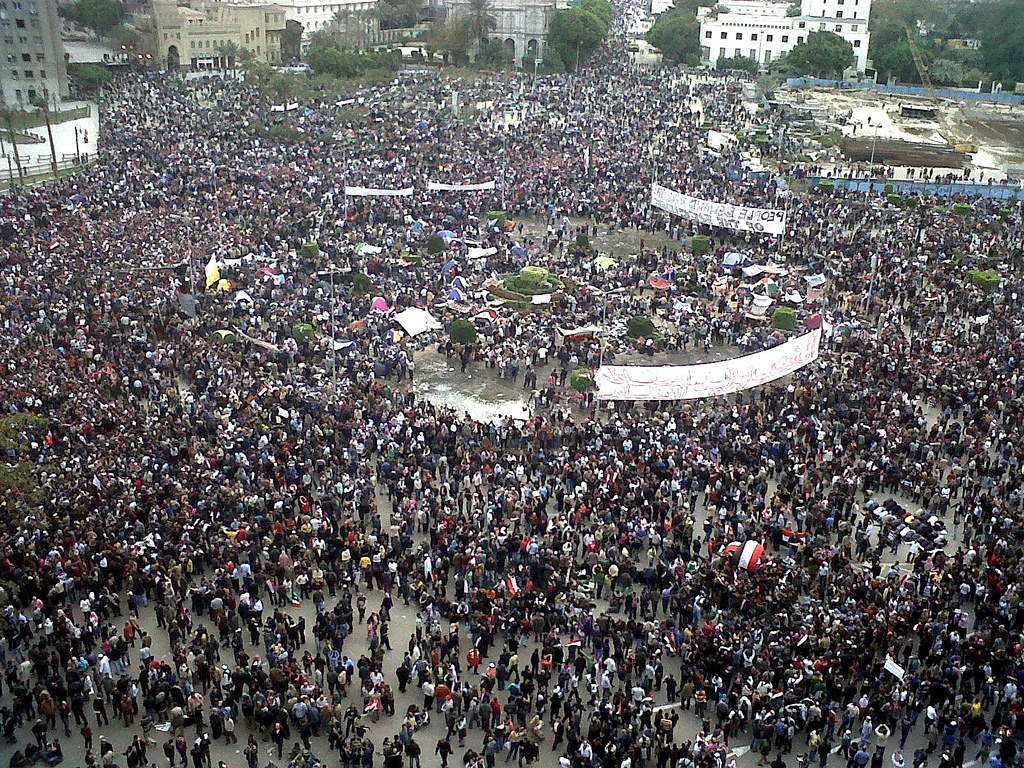
4 лютого 2011

- Акція 4 лютого отримала назву «П'ятниця відставки». Перед людьми на площі виступили духовні лідери.[70]
- Влада Єгипту створила фонд обсягом 5 млрд єгипетських фунтів (близько $ 850 млн) для виплати компенсацій людям, які зазнали збитків через масові акцій протесту. За словами міністра фінансів країни Саміра Радвана, створення фонду не стане занадто обтяжливим для держбюджету. Він зазначив, що нині податкова влада Єгипту приймає запити на відшкодування збитку від власників пошкоджених машин, магазинів тощо.[71]
- Єгипетські опозиціонери на площі Тахрір почали видавати власну газету під назвою «Майдан Тахрір» (Площа Визволення). Головним редактором газети став Анбал Моску Раєд Джабер, сама газета складається з одного аркуша. Крім того, учасники єгипетських акцій протесту організували радіостанцію, що дозволяє обмінюватися останніми новинами.[72]
- Поліцейські Сектора Ґази і одна з місцевих благодійних організацій почали постачати продукти єгипетським військовослужбовцям, що виявилися в ізоляції по той бік кордону на півночі Синайського півострова, де діють розбійники кочівників-бедуїнів.[73]

### 5 лютого
- Вранці на півночі Синайського півострова в районі міста Ель-Аріша поблизу кордону з Ізраїлем невідомі підірвали газопровід. Газова станція, яка розташована поруч з місцем вибуху, не постраждала. Вибух не зачепив також житлові квартали, що розташовані неподалік. Влада заявила, що вибух здійснили диверсанти.[74]
- Керівництво Національно-демократичної партії Єгипту подало у відставку. Один із керівних постів покинув і син чинного президента Єгипту Ґамаль Мубарак, що він очолював політбюро партії. Новим генеральним секретарем партії став представник її ліберального крила Хоссам Бадраві. Главою партії залишився Хосні Мубарак.[75]

### 6 лютого

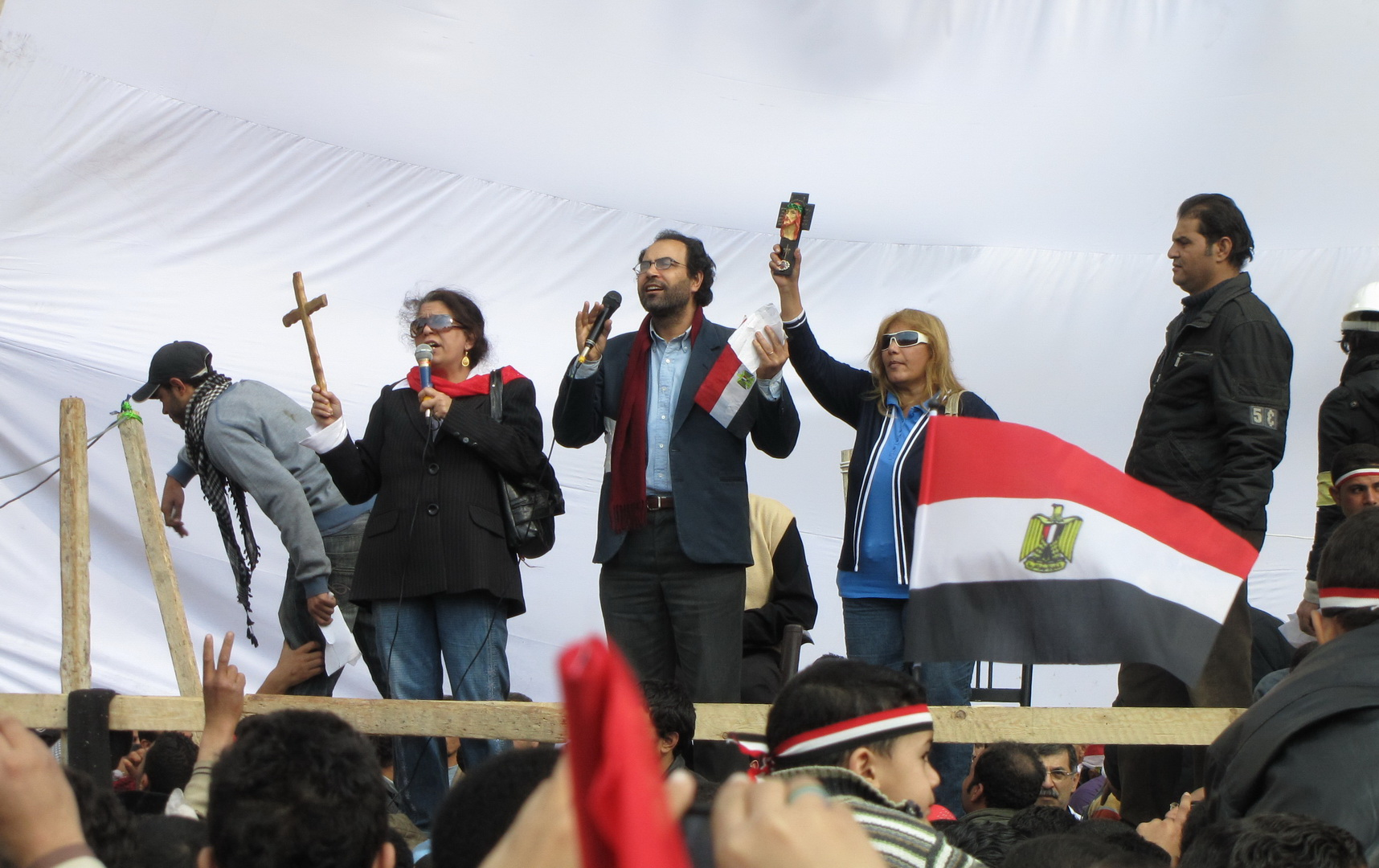
Копти моляться на майдані Тахрір в неділю 6 лютого

- Члени забороненого в Єгипті руху Брати-мусульмани оголосили про свій намір почати переговори з представниками єгипетської влади.[76]
- На переговорах між представниками єгипетської влади і опозиції досягнуто угоди про створення комітету з конституційної реформи. За словами представника влади Магді Заради, комітет, до якого увійдуть юристи та політики, підготує до початку березня проєкт конституційної реформи та пакет законопроєктів, спрямованих на демократизацію політичного життя Єгипту.[77] Також влада в особі Омара Сулеймана погодилася дотримуватися свободи преси, звільнити затриманих демонстрантів, скасувати надзвичайний стан в країні.[78]
- Після переговорів з представниками уряду опозиція заявила, що пропозицій влади недостатньо. Уряд пропонує реформувати конституцію, але представники опозиції говорять, що можуть на це погодитись лише, як на перший крок, бо їхня мета — відставка президента Хосні Мубарака, розпуск парламенту, звільнення політичних в'язнів і скасування надзвичайного стану у країні. Сам президент Єгипту говорить, що не може піти зі своєї посади, бо, на його думку, це спричинить хаос у країні. Натомість, він обіцяє не брати участь у нових виборах у вересні.[79]

### 7 лютого
- Комендантську годину в Каїрі, Александрії та Суеці скорочено на одну годину — з 20:00 по 6:00 (замість 19:00—6:00).[80][81]
- Відбулося перше засідання нового уряду.[82]
- Банки відновили роботу, проте біржа й школи не працюють. Учасники протестів заблокували доступ до урядових будівель. Зокрема вони створили живий ланцюг навколо урядової установи на майдані Тахрір.[83]
- Хосні Мубарак доручив сформувати незалежну комісію з розслідування сутичок демонстрантів у районі майдану Тахрір, жертвами яких стали щонайменше 11 людей. За словами Мубарака, комісія «повинна бути повністю незалежною і складатися з людей, які відомі в єгипетському суспільстві своєю порядністю і чесністю». Він закликав комісію розслідувати «факти неприйнятних порушень, скоєних стосовно демонстрантів». Президент Єгипту також схвалив формування двох інших комісій, про які було оголошено після чергового раунду переговорів між владою і опозицією. Учасники національного діалогу, зокрема, домовилися про створення незалежних експертних комісій, одна з яких мала займатися розробкою необхідних поправок до конституції, а інша — контролювати виконання досягнутих під час діалогу домовленостей.[84]

### 8 лютого— День єгипетської любові

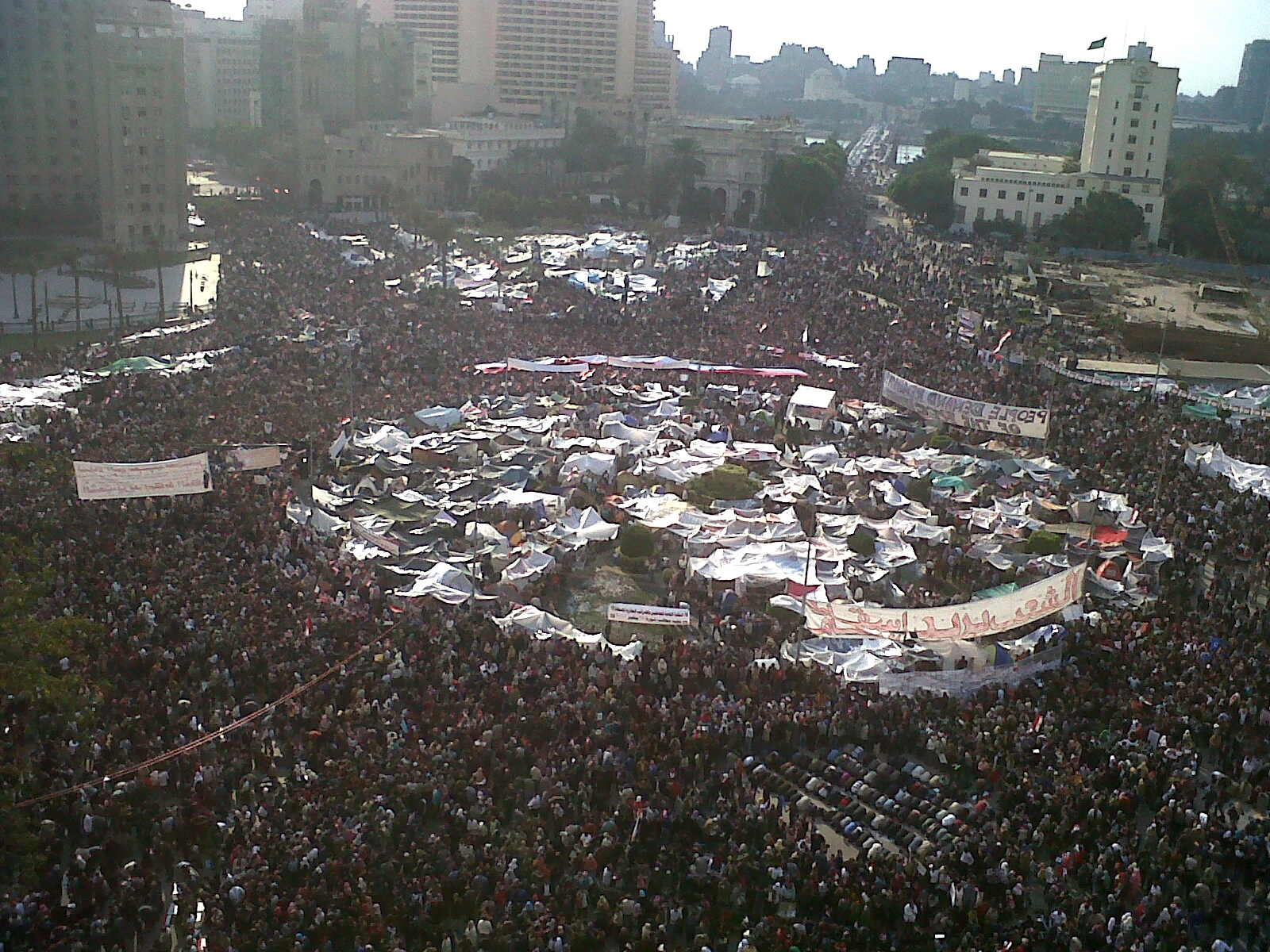
Майдан Тахрір 8 лютого

- Акції протесту цього дня було названо Днем єгипетської любові (англ. Day of Egypt's Love, араб. يوم حب مصر‎).[85]
- МВС Єгипту заявило, що курорти півдня Синайського півострова, зокрема знаменитий Шарм-ель-Шейх, повністю безпечні для туристів і останні події, що відбулися в країні, ніяк не відобразилися на них. За даними влади, через народні заворушення країну покинули близько мільйона туристів.[86]
- Віце-президент Єгипту Омар Сулейман заявив, що Хосні Мубарак розпорядився підготувати графік мирної передачі влади в країні з чіткими часовими рамками.[87]
- За повідомленнями BBC, сьогоднішні акції протесту стали наймастабнішими за весь час з 25 січня. Перед присутніми виступив зокрема топ-менеджер близькосхідного відділення Google Ваель Ґонім, який через підозри в організації масових протестів у Єгипті провів у камері 12 днів (26 січня — 7 лютого).[88][89] Згодом він зізнався, що сприяв опозиції, створивши у соціальній мережі Facebook сторінку, що закликала єгиптян виходити на вулиці.[90]
- Понад 150 тисяч користувачів соціальної мережі Facebook проголосували за наділення Ваеля Ґоніма повноваженнями офіційного представника революційної молоді Єгипту для переговорів з владою.[91]
- Було звільнено 34 політв'язнів. За даними правозахисних організацій, в єгипетських в'язницях містяться тисячі політв'язнів, у тому числі учасники терористичних груп, які організували замах на колишнього президента Єгипту Анвара Садата 1981 року.[92]
- Іракська Аль-Каїда закликала ісламістів в Єгипті використовувати протести проти президента Хосні Мубарака для початку джигаду з метою введення в країні законів шаріату.[93]

### 9 лютого
- Відбулося перше засідання комісії з конституційної реформи, на якому вона запропонувала змінити шість статей основного закону Єгипту (зокрема статті 76, 77, 88, 93, 179, 189). Статті 76 та 77 стосуються правил висування кандидатів у президенти і кількості термінів президентського правління. Згідно з чинною Конституцією, глава держави може висувати свою кандидатуру на вибори необмежену кількість разів. Крім того, для висунення кандидата в президенти необхідно зібрати підписи багатьох депутатів обох палат парламенту, що унеможливлює висунення незалежних кандидатів чи кандидатів від партій, які не мають чисельного представництва в парламенті. Очікують, що в результаті конституційної реформи умови висування кандидата в президенти буде спрощено, а також буде встановлено обмеження на кількість президентських термінів. Стаття 88 обумовлює питання проведення парламентських виборів, висування кандидатів, контролю за ходом голосування та підрахунком голосів. Стаття 93 обумовлює порядок подання та розгляду апеляції на підсумки парламентських виборів. Стаття 179 про особливі заходи у справі протистояння терористичній загрозі, стаття 189 обумовлює саму процедуру внесення змін до Конституції зі сторони глави держави або депутатів парламенту.
- Розпочалися страйки залізничників та працівників Суецького каналу. Близько 6 тисяч людей, зайнятих в обслуговуванні роботи Суецького каналу, та бл. 3 тисяч залізничників відмовилися виходити на роботу через вимоги підвищення зарплати і покращення умов праці. Також про початок страйку оголосили водії та інші співробітники національного автобусного перевізника. Вони виступили з вимогами підвищення оплати праці та відмовилися виходити на роботу до задоволення своїх вимог.[94]
- Протестувальники заблокували вхід до єгипетського парламенту, будівля якого розташована недалеко від майдану Тахрір.[94]
- Пішов у відставку новий міністр культури Джабер Асфур. Рішення залишити свою посаду міністр пояснив «причинами медичного характеру».[95]

### 10 лютого
- Акція протесту вже вийшла за межі майдану Тахрір.[96]
- Міністр закордонних справ Єгипту Ахмед Абуль-Ґейт зажадав, аби США припинили «спроби нав'язати свою волю» єгипетському уряду. В інтерв'ю американському телеканалу PBS він сказав, що його вражають заклики Вашингтона негайно скасувати надзвичайний стан, який зберігався в Єгипті десятиліттями. За словами Абуль-Гейта, для перехідного процесу потрібен час.[96]
- У вечірньому виступі Хосні Мубарак заявив, що не залишить посаду глави держави, однак передасть частину повноважень віце-президенту Омару Сулейману. Він також заявив, що шкодує про загиблих під час зіткнень.[97][98]
- До двох тисяч демонстрантів у ніч п'ятницю 11 лютого розташувалися біля президентського палацу в Каїрі, маючи намір залишатися там до ранку. Вперше акція протесту пройшла біля об'єкта, який суворо охороняють. Також ще майже десять тисяч осіб мітингують біля будівлі державного телебачення Єгипту і також збираються залишитися на ніч.[99]

### 11 лютого
- Частина протестувальників зібралася біля будівлі телецентру, де вони не лише вимагали відставки Мубарака, а й критикували політику державних ЗМІ у справі висвітлення народних протестів.[100]
- Керівництво армії Єгипту пообіцяло скасувати надзвичайний стан, що діє з 1981 року, після завершення антиурядових протестів.[101]
- У телезверненні до народу Омар Сулейман оголосив про відставку президента Єгипту Хосні Мубарака; перед відходом Мубарак доручив керувати країною Вищій раді збройних сил.[102][103][104][105] Раду очолив міністр оборони Мухаммед Хусейн Тантаві. Де-факто саме він є главою країни в цей час.[106] Люди на майдані Тахрір відреагували на цю подію святкуваннями.[107][108] Хосні Мубарак із сім'єю осів у Шарм-еш-Шейху.[109]

### 12 лютого
Вища військова рада Єгипту у своєму комюніке оголосила про намір передати владу в країні цивільному уряду. У документі також наголошено, що передача влади буде здійснюватися мирно, в рамках демократичного режиму. Військові також заявили про те, що вони будуть діяти в рамках всіх регіональних та міжнародних угод. Уряд Єгипту буде виконувати свої обов'язки до нових виборів.
Також Вища військова рада підтвердила, що Єгипет не відмовляється від своїх міжнародних зобов'язань і угод, в тому числі і від мирного договору з Ізраїлем, укладеного в 1979 році.

### 13 лютого
- Вища рада збройних сил Єгипту відмінила дію конституції в країні і розпустила обидві палати парламенту. Також військові заявили, що Рада візьме на себе управління країною на період шість місяців або до виборів котроїсь із палат парламенту.[111]
- Невідомі викрали з Каїрського музею вісім експонатів, у тому числі статую фараона Тутанхамона.[112]
- На майдані Тахрір залишаються демонстранти попри заклики розійтися та спроби їх розігнати. Все ж автомобільний рух відновлено.[113]

### 14 лютого
Двоє представників від демонстрантів, Ваель Ґонім та Амр Салама, зустрілися з представниками військових. Під час зустрічі було оголошено, що протягом двох найближчих місяців в країні відбудеться референдум, на якому населення зможе висловитися з приводу внесення поправок до конституції, а проєкт поправок до конституції буде готовий протягом десяти днів.

## Міжнародна реакція

### Реакція на протести
- США. Державний секретар США Гілларі Клінтон заявила, що США уважно стежать за подіями в Єгипті, який є американським союзником у арабському світі. Також вона висловила сподівання, що незважаючи на протести, уряд Мубарака залишиться при владі.(26 січня)[3] Пізніше президент США Барак Обама закликав до негайної передачі влади в Єгипті в рамках закону. (2 лютого)[115]
- Європейський Союз. Верховний представник ЄС із зовнішньої політики Кетрін Ештон закликала президента Єгипту Хосні Мубарака вступити в діалог з опозицією та виконати вимоги демонстрантів. (31 січня)[116] Згодом у спільній заяві лідерів 27-ми країн ЄС за підсумками саміту в Брюсселі було сказано, що всі сторони повинні проявити стриманість, аби уникнути ескалації насильства. На думку європейських лідерів, процес передачі влади уряду, створеного на широкій основі, повинен початися прямо зараз. (4 лютого)[117]
- Іран. Голова МЗС Ірану Алі Акбар Салехі заявив: «Народні протести і рухи в північноафриканських країнах, включаючи Єгипет, показують необхідність реформ і повалення диктаторських режимів у регіоні». При цьому глава іранського зовнішньополітичного відомства розкритикував США за втручання у внутрішні справи Єгипту. (1 лютого)[118] Пізніше аятола Алі Хаменеї назвав події в Єгипті закономірним продовженням ісламської революції в Ірані 1979 року. «Це те, що завжди називалося ісламським пробудженням, розпочатим перемогою великої революції іранського народу.» (4 лютого)[119]
- ООН. Генеральний секретар ООН Пан Ґі Мун заявив: «Я глибоко стурбований насиллям в Єгипті і знову закликаю усі сторони до стриманості. Це надзвичайно неприйнятна ситуація. Будь-які атаки на мирних демонстрантів я рішуче засуджую». (2 лютого)[115]

### Реакція на відставку Мубарака
- Ліга арабських держав. Голова Ліги арабських держав єгиптянин Амр Мусу привітав відставку Мубарака. «Я з оптимізмом дивлюся в майбутнє і покладаю надії на процес створення національного консенсусу. Зараз у країни є хороший шанс».[120]
- ЄС. Президент Європарламенту Єжи Бузек заявив, що відставка Президента Мубарака сприятиме демократизації країни. «Сьогодні голос народу Єгипту було почуто. Політична відповідальність взяла гору, і рішення, яке прийняв президент Мубарак, має спростити демократичні перетворення без подальшої жорстокості».[120]
- Німеччина. Канцлер ФРН Анґела Меркель назвала відставку президента Хосні Мубарака історичним поворотом. «Я радію разом з народом Єгипту», — сказала Меркель журналістам, висловивши надію, що нова влада Єгипту продовжать дотримуватись положень мирної угоди з Ізраїлем, підписаної в 1979 році. «Ми сподіваємося, що майбутній уряд Єгипту продовжить підтримку миру на Близькому Сході, поважаючи угоду з Ізраїлем і гарантуючи його безпеку».[120]
- ХАМАС. Ісламістське радикальне угрупування ХАМАС привітало відставку Мубарака і привітало єгиптян з «перемогою революції». «Ми вважаємо відставку президента Мубарака початком перемоги єгипетської революції, яку ми повністю підтримуємо».[120]

## Цензура

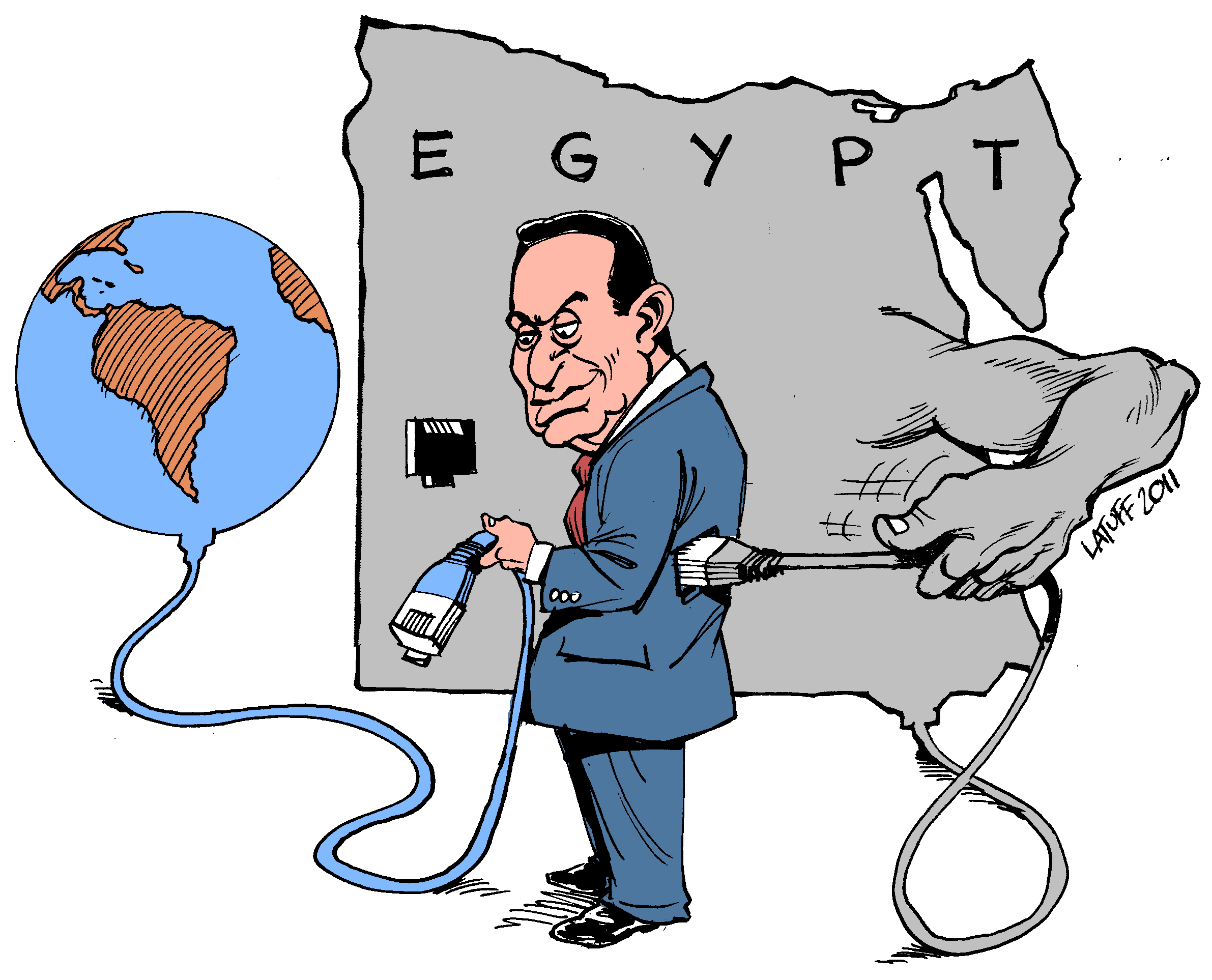
Карикатура Карлоса Латуффа зображує Хосні Мубарака, що відключає інтернет, таким чином відключаючи себе від країни.

Організатори акцій протесту планували свої дії за посередництва мережі мікроблоґів Twitter та соціальної мережі Facebook. 26 січня влада Єгипту заблокувала доступ Twitter'а, а 28 січня було повністю заблоковано доступ до інтернету, почалися перебої з телефонним зв'язком. 1 лютого корпорація Google надала жителям Єгипту обхідний доступ до Twitter'а, для якого достатньо надіслати голосове повідомлення по одному з трьох міжнародних номерів (у США, Італії або Бахрейні). Це послання буде автоматично перенаправлено у вигляді запису на сторінку програми Speak2Tweet з ключовим словом # egypt. Наявність підключеного інтернету для нового сервісу не потрібне. Про вартість користування його послугами не повідомлено. 2 лютого інтернет в Єгипті відновився.
30 січня влада Єгипту закрила місцеву редакцію телеканалу Аль-Джазіри, що докладно висвітлював протести в країні. Попри це канал продовжив діяльність.
За даними міжнародної правозахисної організації Репортери без кордонів, станом на 4 лютого щонайменше 26 журналістів зазнали нападів в Єгипті, 19 було заарештовано чи викрадено, троє зникли безвісти, один перебуває в комі. «Напади, пограбування, незаконні арешти, самосуд … список порушень щодо журналістів з боку прихильників президента [Хосні] Мубарака стає довшим з кожною годиною, і ці порушення цілком очевидно мають узгоджений і систематичний характер», — йшлося в розповсюдженій ввечері 3 лютого заяві Жана-Франсуа Жуйяра (Jean-François Julliard).

## Вплив на економіку
Внаслідок протестів єгипетський фунт упав до найнижчого рівня щодо американського долара за останні шість років, а щоденні втрати країни склали близько $310 млн.
Згідно з оцінками Організації економічного співробітництва та розвитку (ОЕСР), збитки, яких зазнала економіка Єгипту в результаті п'ятиденної блокади мобільного та інтернет-зв'язку, склали $ 18 млн на добу, або всього $ 90 млн у цілому.

## Жертви
7 лютого міжнародна правозахисна організація Human Rights Watch оприлюднила дані, згідно з якими внаслідок протестів у Єгипті загинуло щонайменше 297 людей. За словами представників організації, дані про загиблих співробітниками HRW отримали в семи лікарнях, розташованих у Каїрі, Суеці та Александрії.
Зокрема загинуло 32 поліціянти. Ще понад тисяча правоохоронців отримали поранення і травми.

##### Книги про революцію.
- Єгипетська революція, Політичний письменник Ахмед Ганем Ahmed Ghanem .[126]
- Наталя Гуменюк. Майдан Тахрір. У пошуках втраченої революції. — Київ, Політична критика — 2015 р.
- Макс Кідрук. На Зеландію! — Харків, Клуб сімейного дозвілля — 2014 р.